# Nora Moltzen
Jule Nora Moltzen, geborene Dörries, (* 17. Oktober 1984 in Göttingen) ist eine deutsch-französische Schauspielerin.

## Leben
Nora Moltzen wuchs in Clermont-Ferrand (Frankreich) auf. 2005 begann sie ihr Schauspielstudium an der Hochschule für Musik und Theater Hamburg und war 2007/2008 ein Jahr in Paris am Conservatoire national supérieur d’art dramatique. Sie wurde dort unter anderem von Daniel Mesguich unterrichtet. Von 2008 bis 2009 setzte sie ihr Studium in Hamburg fort.
Als Studentin spielte sie am Thalia Theater, am Deutschen Schauspielhaus und auf Kampnagel. Sie trat in Frankreich in dem Film Ravage von Thomas Grenier und in Deutschland in dem Film Freie Radikale unter der Regie von Steffen Heidenreich auf. Kurz nach dem Studium hatte Nora Moltzen Engagements am Staatstheater Kassel, seit 2017 ist sie regelmäßig am Berliner Ensemble zu sehen.
2024 eröffnete Nora Moltzen ihre eigene Schauspielagentur, Agentur Avril. Sie arbeitet seitdem sowohl als Schauspielerin als auch als Agentin.
Seit 2009 ist sie mit dem Schauspieler Peter Moltzen verheiratet. Die beiden haben zwei Söhne und eine Tochter, die auch bereits schauspielerisch tätig sind, darunter Camille Moltzen.

## Filmografie (Auswahl)
- 2024 Zikaden
- 2024 Polizeiruf-Tu es!
- 2023 J'ai soif-je brûle (Regie)
- 2023: Eine Billion Dollar (Fernsehserie)
- 2019–2023 B.O.B. ou la fin de l'innocence
- 2022 Another German Tank Story
- 2021 Notruf Hafenkante
- 2021 Soko Wismar
- 2018 Medi (Kurzfilm)
- 2012 Schnitt
- 2009 Freie Radikale
- 2008 Ravage

## Theater (Auswahl)
Berliner Ensemble
- 2023–2024 Herr Puntila und sein Knecht Matti – Regie: Christina Tscharyski
- 2020 Katzelmacher – Regie: Michael Thalheimer
- 2017–2020 Die Dreigroschenoper – Regie: Robert Wilson

HfS Ernst Busch
- 2019 König Lear – Regie: Alina Fluck

Staatstheater Kassel
- 2012 Kaufmann von Venedig und sein Traum von Was ihr wollt – Regie: Patrick Schlösser
- 2011 Sex – Regie: Johannes Schütz

Salle Touchard, Paris
- 2008 Tartuffe – Regie: Philippe Faure

Thalia Theater, Hamburg
- 2008 Die Palette – Regie: Hartmut Wickert
- 2007 Bad weather makes a good story – Regie: Stephan Moskov

Schauspielhaus, Hamburg
- 2009 Schwarzes Tier Traurigkeit – Regie: Brit Bartkowiak
- 2006 Kabale und Liebe – Regie: Charlotte Kleist
- 2005 Norway Today – Regie: Pjotr Olev

Kampnagel, Hamburg
- 2006 Erstarrung –  Regie: Jörn Arnecke

## Synchronsprecherin (Auswahl)
- 2020 James Bond 007-Keine Zeit zu sterben
- 2019 Van Gogh-An der Schwelle zur Ewigkeit
- 2018 Maria Stuart, Königin von Schottland

## Belege
1. ↑  Nora Moltzen (Memento vom 25. September 2020 im Internet Archive) bei der Agentur Bahl for Actors, abgerufen am 24. Februar 2022
2. 1 2  Nora Moltzen | berliner-ensemble. Abgerufen am 29. Oktober 2024.
3. ↑  Agentur Avril

| Personendaten    | Personendaten                                                        |
| ---------------- | -------------------------------------------------------------------- |
| NAME             | Moltzen, Nora                                                        |
| ALTERNATIVNAMEN  | Moltzen, Jule Nora (vollständiger Name); Dörries, Nora (Geburtsname) |
| KURZBESCHREIBUNG | deutsch-französische Schauspielerin                                  |
| GEBURTSDATUM     | 17. Oktober 1984                                                     |
| GEBURTSORT       | Göttingen                                                            |